# Dale Gardner
Dale Allan Gardner (Fairmont, 8 de novembro de 1948 — Colorado Springs, 19 de fevereiro de 2014) foi um astronauta dos Estados Unidos.
Formado pela Universidade de Illinois em Urbana-Champaign, entrou para a Marinha e cursou a Escola de Preparação de Oficiais Aviadores em Pensacola, na Flórida. Nos anos 1970 como oficial-aviador participou de missões em porta-aviões e baseado em terra e realizou testes com diversos protótipos.
Em 1978, entrou para a NASA, fazendo o curso de astronauta até 1979 no Centro Espacial Lyndon B. Johnson, qualificando-se como especialista de missão. Trabalhando em terra, participou de projeto e desenvolvimento de softwares de voo dos computadores a bordo do ônibus espacial.
Sua primeira missão no espaço foi a STS-8 Challenger, em 30 de agosto de 1983, uma missão de seis dias que colocou em órbita um satélite indiano e testou pela primeira vez o funcionamento do braço robótico instalado no compartimento de carga da Challenger. A segunda missão foi em novembro de 1984, STS-51-A Discovery, outra missão de lançamento e recolhimento de satélites.
Gardner morreu em 2014, aos 65 anos, vítima de um acidente vascular cerebral hemorrágico.